# Volvo 480
Der Volvo 480 ist ein Kompaktklasse-Coupé bzw. Shooting Brake und das erste frontgetriebene Fahrzeug von Volvo. Es wird zur 400er-Serie gezählt. Das auf dem Entwurf des Niederländers John de Vries basierende Design zeigt gewisse Anlehnungen an den von Sommer 1971 bis Ende 1973 gebauten Volvo P1800 ES.

## Allgemeines
Der Volvo 480 wurde im niederländischen Werk Born (Limburg) gefertigt, aus dem 1991 NedCar hervorging. Bereits frühere Baureihen wie der Volvo 66 und der Volvo 340/360 sowie die Baureihen 440 und 460 wurden in dem ehemaligen DAF-Werk gefertigt.
Auf Basis des 480 kam im Sommer 1988 die Schräghecklimousine 440 hinzu, die ab Anfang 1989 um die klassische Stufenheckversion 460 ergänzt wurde.
Mit der Einführung des 480 begann bei Volvo die sukzessive Umstellung von Hinterrad- auf Frontantrieb. Da Volvo keine Erfahrungen mit einer passiven Hinterachse hatte, wurde die Konstruktion von der englischen Firma Lotus ausgeführt. Der Volvo 480 wurde ausschließlich mit Ottomotoren ausgestattet, die eine Gemeinschaftsentwicklung mit Renault waren und sich als sehr langlebig erwiesen. Die Auslegung und Abstimmung der entsprechenden Komponenten des Turbomotors (Kolben, Pleuel, Nockenwellen, Turbolader, Ansaugluftführung) wurden von Porsche Engineering in Weissach durchgeführt.
Von April 1986 bis September 1995 wurden insgesamt 76.375 Fahrzeuge des Volvo 480 sowohl als Links- wie auch als Rechtslenker für Japan und das Vereinigte Königreich  hergestellt. Obwohl das Fahrzeug ursprünglich für den US-Markt entwickelt wurde (deutlich zu erkennen an den in Europa unüblichen Sidemarkern und den Klappscheinwerfern als ein Kompromiss für die in den USA gesetzlich vorgeschriebene Mindesthöhe für Abblendscheinwerfer), fand es aufgrund des damals ungünstigen Dollarkurses nie den Weg dorthin. Lediglich zwei Prototypen wurden 1988 nach US-Norm gebaut.

## Geschichte

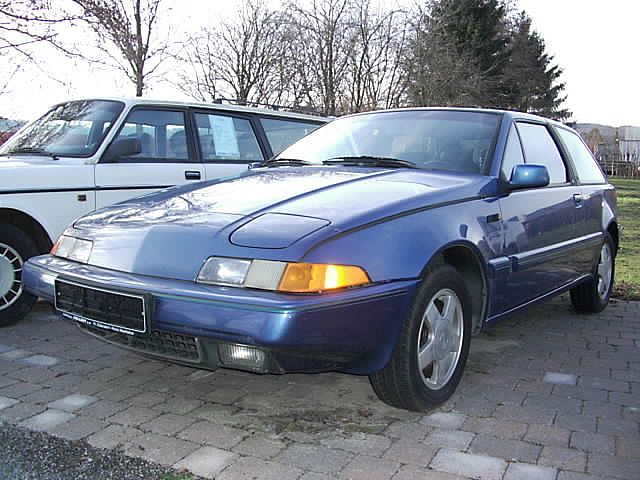
Volvo 480 turbo Paris-Edition (1991)

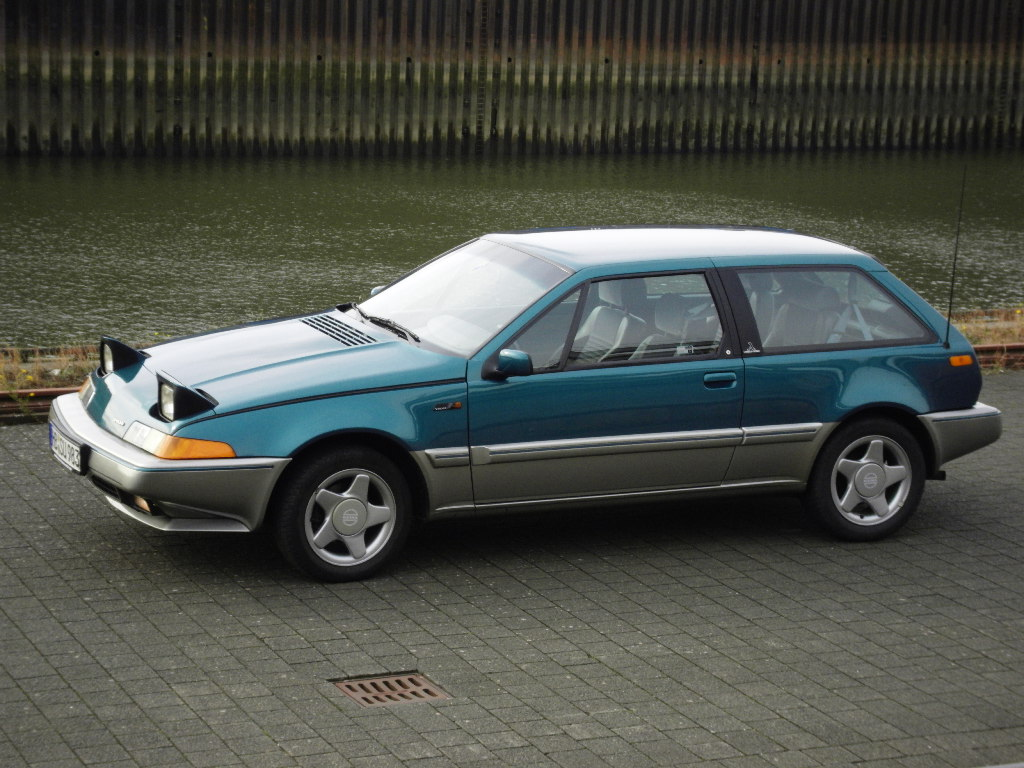
Volvo 480 Two Tone in Seegrün/Rauchmetallic, Sondermodell (1992)

- 1986: Premiere des 480 ES auf dem Genfer Auto-Salon[2] im März
- 1986: Markteinführung im April in folgenden Varianten: Saugmotor mit 1,7 Liter Hubraum und geregeltem Katalysator (70 kW/95 PS), mit ungeregeltem Katalysator (78 kW/106 PS) und ohne Katalysator (80 kW/109 PS)
- 1987: Ab Oktober war der 480 auch in Deutschland erhältlich.
- 1988: Einführung des 480 Turbo mit 1,7 Liter Hubraum mit Katalysator und 89 kW (121 PS)

Mit Einführung des Volvo 440 wurde das Fahrwerk und die Bremsen in Details überarbeitet - die Ersatzteile für 440 und 480 sind ab dieser Zeit identisch und passen nicht in die älteren 480.
- 1990: Vorstellung des 480 Cabriolet[3] auf dem Genfer Auto-Salon, das aber aufgrund der Insolvenz eines für die Verdecke verantwortlichen wichtigen Zuliefererunternehmens sowie wegen vermutlicher Probleme bei der Homologation nie in Serienproduktion ging. Ab 1990 wurden nur noch Fahrzeuge mit Katalysator angeboten; die Leistung des 1,7-Liter-Saugmotors wird auf 75 kW (102 PS) angehoben und das Tankvolumen von 48 Litern auf 60 Liter (optional) erhöht.
- 1991: Facelift mit leichten Änderungen (u. a. kompaktere Außenspiegel und verbesserte Elektronik). Passend zum Pariser Autosalon erschien das Sondermodell "„Paris-Edition“, das sich allein auf das äußere Erscheinungsbild bezog. Es beinhaltete die paris-blaue Metallic-Lackierung, zweifarbige Volllederausstattung in Türkis und Grau, ein dazu passendes MOMO-Sportlenkrad,  einen gemusterten Teppich sowie türkisfarbenen Zierstreifen.
- 1992: Um die Attraktivität zu steigern, bot Volvo in diesem Modelljahr nun auch eine Zweifarb-Lackierung („Two Tone“) an, die bereits beim Amazon eine Marketingstrategie war.
- Ab 1993 war der Fahrerairbag als Option erhältlich. Bei Turbo-Modellen gehörte das ABS zur Serienausstattung. Der 1,7-Liter-Saugmotor entfiel, und ein Modell mit 2,0-Liter-Saugmotor wurde vorgestellt (80 kW).
- Ab 1994 gehörten weiße Blinker, ABS und Fahrer-Airbag zur Serienausstattung. Das Sondermodell 480 GT wurde vorgestellt. Klimaanlage, Lederausstattung, Sitzheizung, Metallic-Lackierung, ein höhenverstellbarer Beifahrersitz sowie TRACS, eine über ABS geregelte Traktionskontrolle gehören bei diesem Modell zur Serienausstattung.
- 1995 wurde in Deutschland die Sonderserie 480 Collection, in Großbritannien 480 Celebration, vorgestellt. Diese auf jeweils 480 Exemplare limitierten und durchnummerierten Sonderserien enthielten oft fast alle lieferbaren Extras sowie einige besondere Details. Am 7. September lief der letzte 480 vom Band.

## Technische Daten
|                             | 1.7                                         | 1.7                                         | 1.7 Turbo                                    | 2.0                                         |
| --------------------------- | ------------------------------------------- | ------------------------------------------- | -------------------------------------------- | ------------------------------------------- |
| Modell                      | ES, S                                       | ES, S                                       | TURBO, GT TURBO                              | S, ES, GT                                   |
| Bauzeitraum                 | 04/1986–07/1989                             | 08/1989–08/1992                             | 08/1987–09/1995                              | 08/1992–09/1995                             |
| Motorbezeichnung            | B18E/B18F                                   | B18EP                                       | B18FT/B18FTM                                 | B20F                                        |
| Motortyp                    | Vierzylinder-Ottomotor, quer eingebaut      | Vierzylinder-Ottomotor, quer eingebaut      | Vierzylinder-Turbo-Ottomotor, quer eingebaut | Vierzylinder-Ottomotor, quer eingebaut      |
| Hubraum                     | 1721 cm³                                    | 1721 cm³                                    | 1721 cm³                                     | 1998 cm³                                    |
| Leistung                    | 70–80 kW (95–109 PS)*                       | 75 kW (102 PS)                              | 88–90 kW (120–122 PS)                        | 80 kW (109 PS)                              |
| max. Drehmoment             | 140–145 Nm                                  | 142 Nm bei 3900/min                         | 175–195 Nm bei 3300/min                      | 165 Nm bei 3500/min                         |
| Getriebeart                 | 5-Gang-Schaltgetriebe oder 4-Gang-Automatik | 5-Gang-Schaltgetriebe oder 4-Gang-Automatik | 5-Gang-Schaltgetriebe oder 4-Gang-Automatik  | 5-Gang-Schaltgetriebe oder 4-Gang-Automatik |
| Antriebsart                 | Frontantrieb                                | Frontantrieb                                | Frontantrieb                                 | Frontantrieb                                |
| Leergewicht                 | 1016 kg, max. 1440 kg                       | 1016 kg, max. 1440 kg                       | 1040 kg, max. 1455 kg                        | 1021 kg, max. 1440 kg                       |
| Höchstgeschwindigkeit**     | 190 km/h                                    | 190 km/h                                    | 200 km/h                                     | 195 km/h                                    |
| Beschleunigung 0–100 km/h** | 9,5 s                                       | 9,5 s                                       | 8,9 s                                        | 9,5 s                                       |

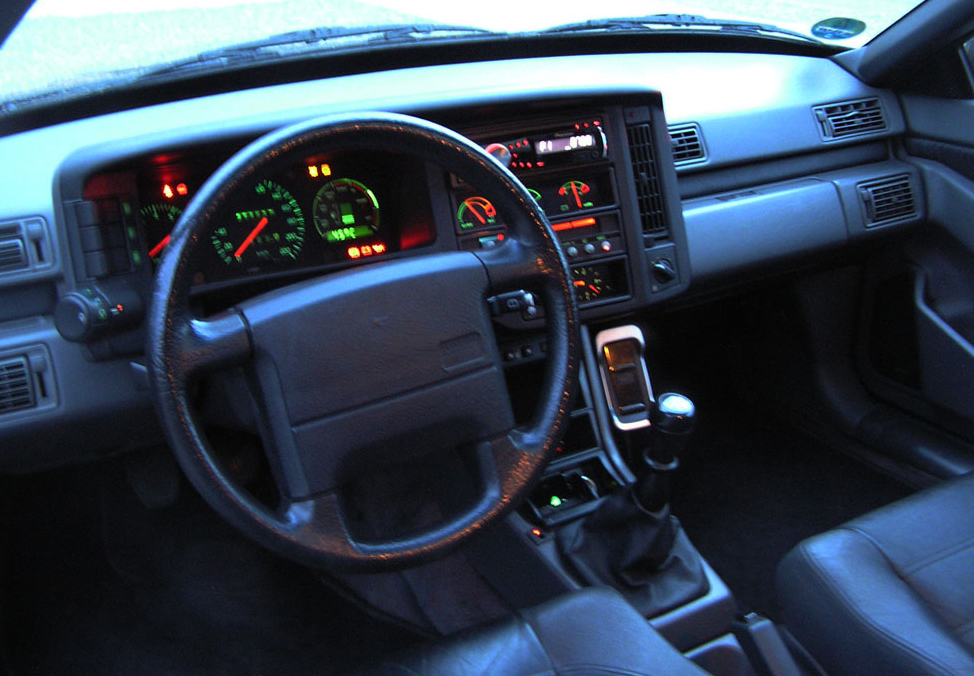
Cockpit eines Volvo 480 mit Klimaanlage, Airbag und Lederausstattung (1995)

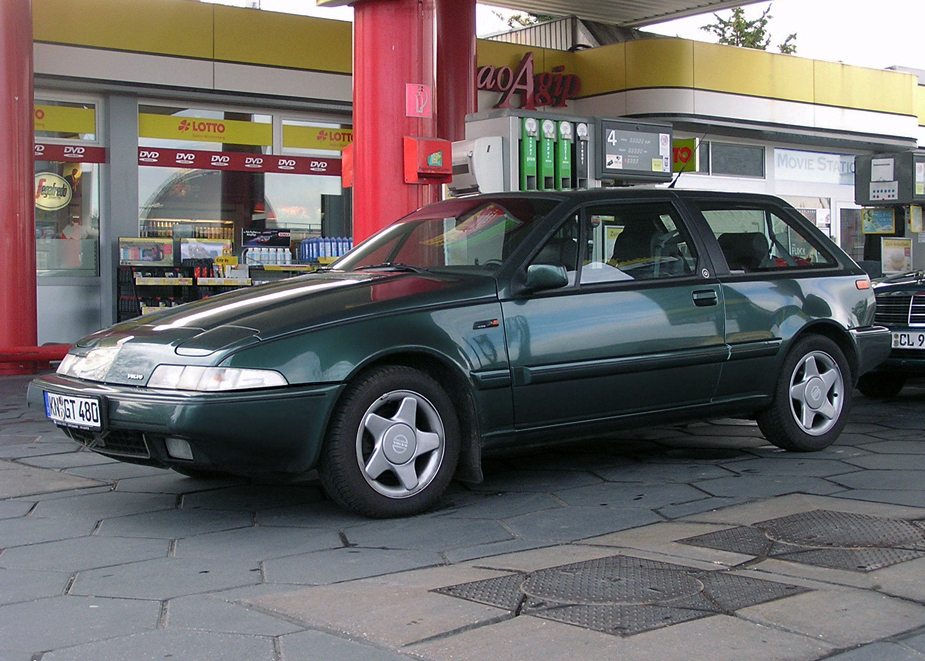
Sondermodell Volvo 480 GT in „dark green metallic“ (1994)

* verschiedene Ausführungen mit geregelten (95 PS, 102 PS, 106 PS) und ohne Katalysator (109 PS)
** bei Schaltgetriebe
Der 1,7 l B18E war baugleich mit dem Renault-Motor F3N (Einspritzer), der u. a. im Renault 19 (90 PS im TXE / TXI) und Renault 5 (94 PS im GTE) verbaut wurden. Dort hatte der Motor 1721 cm³ und war nur mit geregeltem Katalysator erhältlich. Der 2,0 l B20F war baugleich mit dem Renault-Motor F3R, der u. a. im Renault Laguna I (113 oder 114 PS) und Renault Espace III (114 PS) verbaut wurden. Nur die Kolben und der Zylinderkopf sind einzigartig für Volvo.

## Stückzahlen

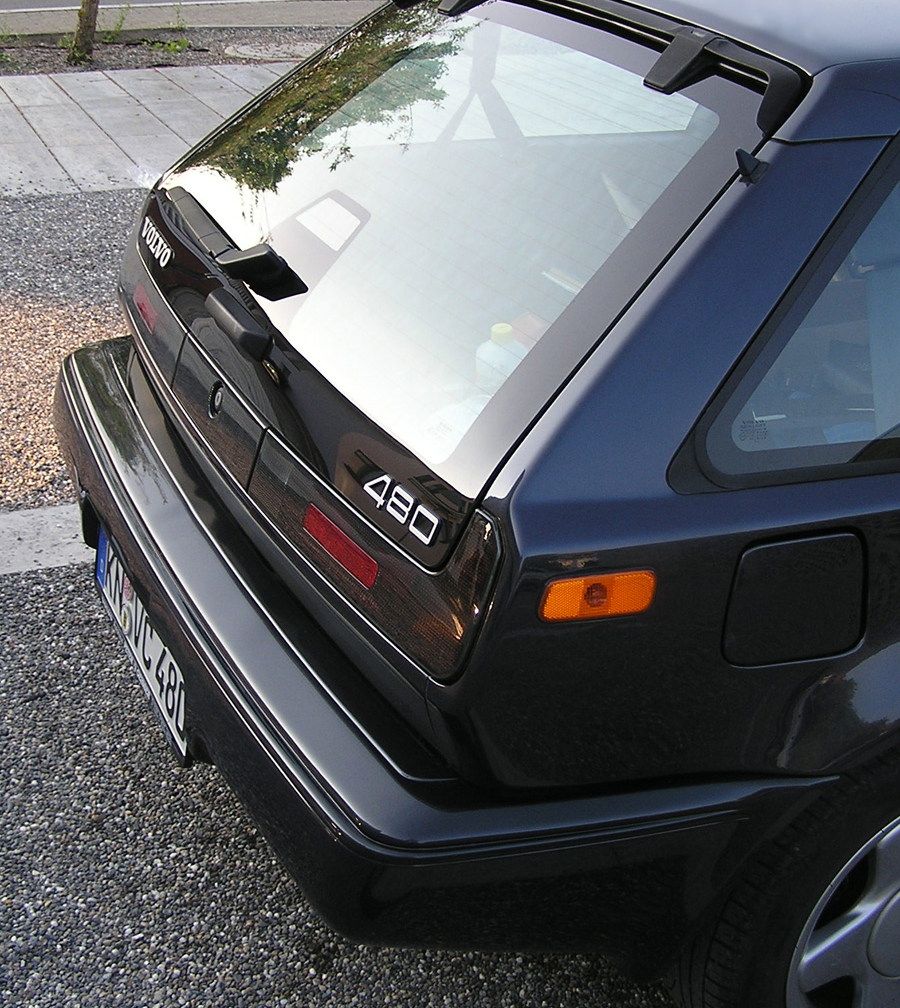
Die Heckpartie des Volvo 480 mit der markanten Glasklappe

Zwischen Frühjahr 1986 bis Spätsommer 1995 wurden insgesamt 76.375 Fahrzeuge aller Modelle hergestellt. Diese erstrecken sich folgendermaßen über die Jahre:
| Fertigung     | Stückzahl |        |
| ------------- | --------- | ------ |
| 1986          | 851       | 851    |
| 1986–1987     | 11.243    | 11.243 |
| 1987–1988     | 15.944    | 15.944 |
| 1988–1989 *   | 12.295    | 12.295 |
| 1989–1990     | 9968      | 9968   |
| 1990–1991 *   | 7297      | 7297   |
| 1991–1992     | 7439      | 7439   |
| 1992–1993     | 4908      | 4908   |
| 1993–1994 *** | 2870      | 2870   |
| 1994–1995     | 3560      | 3560   |

Die gefertigte Stückzahl bezieht sich auf das Modelljahr (ein Modelljahr 1995 kann bereits 1994 gefertigt sein). Verschiedentlich werden auch andere Stückzahlen genannt, diese dürften dadurch zustande kommen, dass Volvo nicht alle Fahrgestellnummern tatsächlich vergeben hat.

## Wissenswertes

### Design

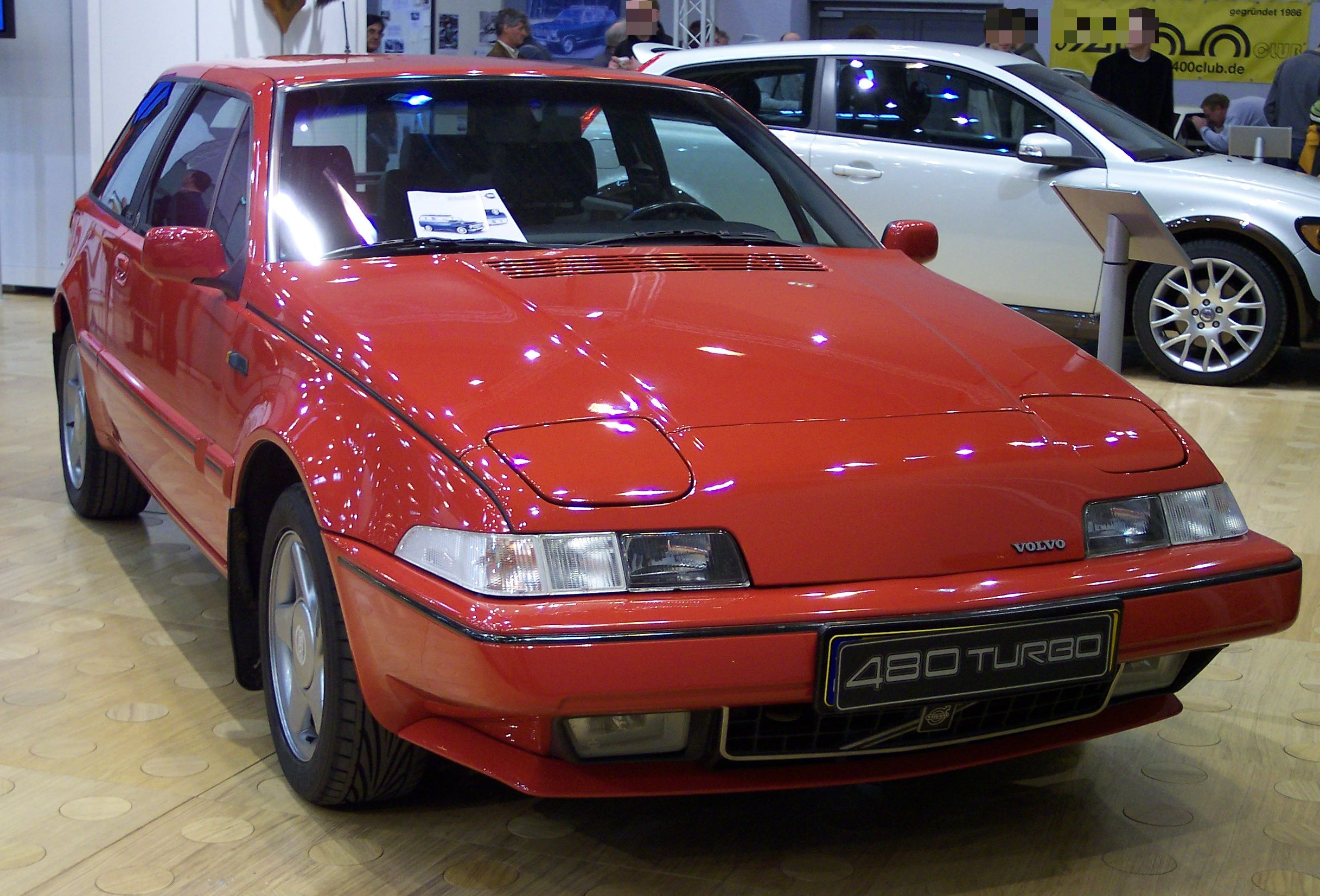
Volvo 480 Turbo (1994)

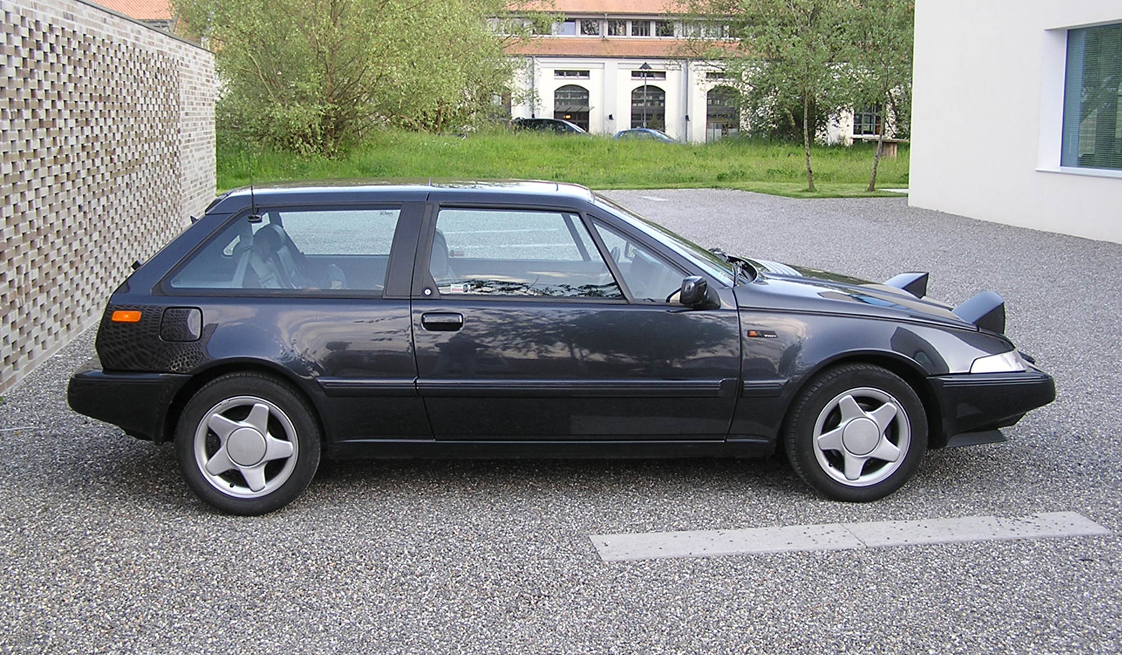
Einer der letzten Volvo 480 (EZ: 09/1995)

Volvo Schweden ließ einen Designwettbewerb ausrufen, an dem neben den Schweden selbst unter anderem noch Volvo Niederlande und das bekannte italienische Designstudio Bertone teilnahm. Die Grundvoraussetzungen stellte Volvo Schweden in einem „Red Book“ zusammen, am Ende gewann die Studie aus den Niederlanden. Die Karosserie erreicht einen cW-Wert von 0,34.
Der 480er wird oftmals mit einem Fahrzeug aus dem Hause Honda, dem Accord Aerodeck, verglichen. Außer der optischen Ähnlichkeiten haben die beiden Fahrzeuge allerdings nichts gemeinsam. Oftmals wird beiden Herstellern vorgeworfen, vom anderen abgeschaut zu haben. Tatsache ist, dass der Honda früher auf den Markt kam – was zum einen an der längeren Entwicklungszeit des Volvo 480 lag und zum anderen daran, dass Volvo eine völlig andere Zielgruppe ansprechen wollte. Tatsächlich wurde beim 480er mehr Wert auf Straßenlage, Komfort, Langlebigkeit und maximale Sicherheit gelegt.

### Logo
Volvo Schweden hatte ernsthafte Probleme damit, dass die Designer den Lufteinlass unterhalb der Stoßstange vorgesehen hatten – so war das Volvo-Logo nie wirklich im Sichtbereich. Da aber auch Volvo Schweden einsah, dass ein sportliches Auto eine tiefe Front haben sollte, wurde der Kompromiss gefunden, den Volvo-Schriftzug auf die linke Seite der Frontmaske zu setzen.
Am Heck wurden die Schriftzüge auf der Heckscheibe platziert.

### Klappscheinwerfer
Die auch liebevoll Schlafaugen genannten Klappscheinwerfer wurden nicht etwa aus aerodynamischen Vorteilen verwendet, sondern vielmehr deshalb, weil der 480er auch in den USA auf den Markt kommen sollte und dort eine Mindesthöhe (über der Straße) für Abblendscheinwerfer galt. Ohne die Klappscheinwerfer wäre das markante Styling mit der tiefen Front nicht möglich gewesen.

### Materialien
Volvo ließ spezielle Kunststoffe entwickeln, die im Außenbereich eingesetzt wurden und die den lackierten Metallteilen optisch gleichen sollten. Unter anderem bestanden die Frontmaske, die Motorhaube und ein Teil der Dachleisten aus einem Glasfaserverbundkunststoff. Nur die Turbo-Modelle sowie die Farbvariante Schwarzmetallic (Farbcode 305) verfügten stets über lackierte Stoßstangen. Die sparsamere Modellvariante S hingegen verfügte während der gesamten Produktionsdauer weder über lackierte Stoßstangen noch über serienmäßige Alufelgen.

## Sondermodelle
- Collection: ausschließlich in Deutschland erhältlich, limitiert auf 480 Stück (Linkslenker)
- Celebration: ausschließlich in Großbritannien erhältlich, limitiert auf 480 Stück (Rechtslenker)
- 480 Green: nur in der Schweiz und Deutschland erhältlich
- 480 GT: Gran Turismo
- Two-Tone: mit einer Karosserie in zwei Lackierungen, in Grün in der oberen Hälfte und Grau in der unteren Hälfte und passender Polsterung (auch innerhalb der Türen)
- Paris Edition: Paris-Blau-Metallic Lackierung (318), Spoiler, Atlas-Felgen (14”), Silverstone Lenkrad von MOMO, spezielle Lederausstattung (mit passendem Teppich und Türinlays), spezieller Teppich

### Serien, die nur auf dem französischen Markt erhältlich waren
- Harmony: Sonderedition mit verbesserter Stereoanlage und Autoradio Typ K7-2HP
- Toscane: Sonderedition mit eingebauter Klimaanlage
- Côté Sud: Sonderedition mit Bezug zur gleichnamigen Zeitschrift